# Marisa Dalai Emiliani
Marisa Dalai Emiliani (Milano, 2 dicembre 1934) è una storica dell'arte e critica d'arte italiana, esperta di storia della prospettiva, di didattica museale e di tutela del patrimonio. È stata docente all'Università Statale di Milano, all'Università degli Studi Federico II di Napoli, all'Università degli Studi di Genova e all'Università di Roma "La Sapienza".

## Biografia
Laureata in Estetica presso la Facoltà di Lettere e Filosofia dell'Università Statale di Milano nel 1960 (relatore Guido Morpurgo Tagliabue) con una tesi su "Il problema della prospettiva nella critica d'arte", si è perfezionata poi nel 1967 presso la Scuola di Specializzazione della stessa Università in Storia dell'Arte Antica, Medievale e Moderna con Anna Maria Brizio, con la quale ha collaborato, assieme ad altri studenti dell'Istituto di Storia dell'Arte di Milano, all'organizzazione presso La Permanente di Via Turati di importanti rassegne storiche (Scapigliatura, 1966; Divisionismo, 1970; Maestri di Brera 1776-1859, 1975; Arte e socialità in Italia dal realismo al simbolismo, 1979).  
Dopo avere insegnato alle Università Statale di Milano (Storia della Critica d'Arte, Facoltà di Lettere e Filosofia, 1971-1980), Federico II di Napoli (Legislazione del Patrimonio Artistico, Facoltà di Lettere e Filosofia, e Letteratura Artistica, Facoltà di Architettura, 1980-1983) e degli Studi di Genova (Storia della Critica d'Arte, Facoltà di Lettere e Filosofia, 1983-1992), dal 1992 al 2007 è stata Professore Ordinario di Storia dell'Arte Moderna presso l'Università di Roma "La Sapienza", dove - dal 1993 al 1999 - ha diretto anche la Scuola di specializzazione in Storia dell'Arte Medioevale e Moderna (fondata nel 1901 per iniziativa di Adolfo Venturi).  
Le sue ricerche hanno riguardato principalmente le relazioni tra Arte e Scienza nel Rinascimento italiano, interesse che è alla base di numerosi studi sugli aspetti teorici e sulla pratica figurativa in diverse aree culturali intorno alla prospettiva. In questo ambito si collocano i lavori su Piero della Francesca, artista sul quale ha organizzato, ad Arezzo e Sansepolcro nell'ottobre 1992 (cinquecentenario della morte), il Convegno Internazionale di Studi, curandone gli Atti Piero della Francesca tra arte e scienza (Venezia 1994). Ha inoltre presieduto la Commissione Scientifica per l'Edizione nazionale degli Scritti di Piero della Francesca, che ha portato alla pubblicazione dell'intero corpus grafico, in parte inedito, di uno dei massimi esponenti del Rinascimento: il Libellus de quinque corporibus regularibus (1995), il Trattato d’Abaco (2012) e il De prospectiva pingendi (2016-2017).  
Impegnata sul piano etico e civile, ha affiancato all'impegno nel campo della salvaguardia, della valorizzazione e del restauro del patrimonio artistico l’interesse per gli aspetti storici della tutela e delle istituzioni: dal 1995 al 1998 è stata Presidente della Commissione interministeriale per la Didattica del Museo e del Territorio; dal 1999 al 2004 Responsabile scientifica dell'Unità di ricerca romana per il Progetto del Gruppo Nazionale Difesa dei Terremoti (GNDT) e Consiglio Nazionale delle Ricerche "Analisi di scenario per la Liguria occidentale e soluzioni per la conservazione dei centri storici". È inoltre Presidente Onorario del Comitato Scientifico dell'Archivio Storico Nazionale dei Restauratori Italiani, progetto di rilevanza nazionale sulla storia del restauro in Italia nato nel 1995 con la partecipazione del Ministero della Cultura (Istituto Centrale per il Restauro), in qualità di ente promotore e sostenitore, e dell'Associazione Giovanni Secco Suardo, che gestisce e coordina le varie attività.  
Chiamata dal 2006 al 2014 a sovrintendere alla Galleria e alle Collezioni dell'Accademia Nazionale di San Luca, ne ha ideato e curato, tra il 2008 e il 2013, il riallestimento. Sempre dal 2006 al 2014 è stata Presidente dell'Associazione Ranuccio Bianchi Bandinelli, di cui è Presidente Onoraria.  
Ha organizzato mostre monografiche e condotto indagini critiche sulla produzione figurativa di alcuni dei principali artisti italiani tra Ottocento e Novecento (Mostra di Emilio Longoni, Milano, 1982; Boccioni 1912: Materia, Milano, 1994, in collaborazione; Tancredi. I dipinti e gli scritti, catalogo generale, Torino, 1996).  
Si è dedicata anche a temi di storia della critica e della storiografia artistica, in particolare nell'ambito della connoisseurship del XIX secolo.

## Opere (parziale)
- Pittura italiana dell’Ottocento nella raccolta Giacomo Jucker (con Gabriella Mercandino Jucker), Milano, Rizzoli, 1968.
- Renato Birolli (antologica), Galleria Civica d’Arte Moderna, Palazzo dei Diamanti, Ferrara, 17 maggio-30 luglio 1970; Galleria Civica d’Arte Moderna, Palazzo Te, Mantova, 15 settembre-25 ottobre 1970 (con Corrado Maltese, Marco Rosci, Gianfranco Bruno e Zeno Birolli; a cura di Franco Farina), Milano, All’insegna del Pesce d’Oro, 1971.
- La prospettiva: elaborazioni teoriche ed esperienze figurative nel Quattrocento. Corso di storia della Critica d’Arte, Milano, Cuem, 1972.
- Tancredi. Catalogo della mostra, Milano, Rotonda della Besana gennaio-febbraio 1973 (con Silvia Mascheroni), Milano, Comune di Milano, 1973.
- I matti di Tancredi. 20 disegni inediti, Milano, All’insegna del pesce d’oro, 1973.
- Giovanni Carnovali detto il Piccio. Tra Romanticismo e realtà. Quaderni dell’Accademia Carrara n. 2, Dicembre 1973, Annone di Brianza, Industrie Grafiche Cattaneo, 1973.
- Donato Bramante: gli uomini d’arme. Quaderno di Brera 3 (con Germano Mulazzani, Stella Matalon, Pinin Brambilla Barcilon e Antonietta Gallone), Firenze, Centro DI, 1977.
- Ricerche visuali dopo il 1945. Documenti e testimonianze, Milano, Unicopli, 1978, ISBN 978-88-706-1720-7.
- Le pietre dello scandalo: la politica dei beni culturali nel Friuli del terremoto (con Maria Teresa Binaghi Olivari, Remo Cacitti et al.), Torino, Einaudi, 1980.
- Piero della Francesca. Opera completa. Edizione Illustrata (con Eugenio Battisti), Milano, Mondadori Electa, 1993, ISBN 978-88-435-3904-8.
- Tancredi. I dipinti e gli scritti, Torino, Allemandi, 1996, ISBN 978-88-422-0584-5.
- Per una critica della museografia del Novecento in Italia. Il “saper mostrare” di Carlo Scarpa, Venezia, Marsilio, 2008, ISBN 978-88-317-9647-7.
- Disegnare il museo, Roma, Accademia Nazionale di San Luca, 2012, ISBN 978-88-976-1003-8.
- Chiedi alla fotografia (con Roberta Valtorta), Udine, Forum Edizioni, 2023, ISBN 978-88-328-3362-1.